# Hermann Dunzendorfer
Hermann Dunzendorfer (* 1956 in Wels) ist ein österreichischer Kameramann.

## Leben
Hermann Dunzendorfer besuchte eine Höhere Technische Lehranstalt für Hochbau. Er studierte Kamera und Produktion an der Filmakademie Wien. Dunzendorfer arbeitet seit den 1980er Jahren für Film und Fernsehen in Österreich und Deutschland und ist Mitglied des Verbands österreichischer Kameraleute. Der Vater zweier Töchter war Kameramann bei zahlreichen Filmen der Regisseure Andreas Gruber und Nikolaus Leytner, eine mehrfache Zusammenarbeit verbindet ihn mit den Regisseuren Eduard Erne, Kurt Palm sowie Rudi Dolezal und Hannes Rossacher. 

## Filmografie
- 1982: Der Ball
- 1983: Drinnen und draußen
- 1983: Parodontose Now[2]
- 1984: Fliehkraft
- 1986: Paradise Ges.m.b.H.
- 1991: Sehnsüchte oder Es ist alles unheimlich leicht
- 1994: Das Auge des Taifun
- 1994: Hasenjagd – Vor lauter Feigheit gibt es kein Erbarmen
- 1994: Totschweigen
- 1995: The Queen Phenomenon
- 1995: Das verletzte Lächeln
- 1996: Mensch, Pia! (Fernsehserie)
- 1997: Die Schuld der Liebe
- 1998: Endlich Schluß
- 1998: Falco – Hoch wie nie
- 1998: Stein Weißer Mann
- 1999: Drei mit Herz
- 1999: Das Schloß meines Vaters
- 2000: Schauplätze der Zukunft: Immer und überall dabei
- 2001: Ich schenk dir meinen Mann 2
- 2001: Der Schuß
- 2002: Blond: Eva Blond! – Der Mörder spricht das Urteil
- 2002: Broti & Pacek – Irgendwas ist immer (Serienfolgen: Dr. Love, Spätzünder)
- 2002: Im Fluß der Jahreszeiten
- 2002: Tierärztin Dr. Mertens
- 2002: Der Bulle von Tölz: Schlusspfiff
- 2003: Der Bulle von Tölz: Malen mit Vincent
- 2003: Der Schnitt durch die Kehle oder Die Auferstehung des Adalbert Stifter
- 2004: Die Heimatkunde des Realitätenhändlers
- 2004: Stärker als der Tod
- 2004: Vogelmenschen
- 2004: Welcome Home
- 2005: Polly Adler – Eine Frau sieht rosa
- 2005: Der Wadenmesser
- 2005: Wink des Himmels
- 2006: Die Entscheidung
- 2006: König Otto
- 2006–2007: Tierärztin Dr. Mertens (8 Serienfolgen)
- 2007: Die Geschworene
- 2008: Die 4 da (9 Serienfolgen)
- 2008: Back to Africa
- 2008: Der Besuch der alten Dame
- 2008: Etui
- 2008: Der Hochzeitswalzer
- 2008: Die Pfefferkörner (Serienfolgen: Blutdiamanten, Ein neuer Anfang)
- 2008: Der russische Geliebte
- 2009: Annas zweite Chance
- 2009: Der Fall des Lemming
- 2009: Ein halbes Leben
- 2010: Die Mutprobe
- 2010: Tatort: Operation Hiob
- 2010: Willkommen in Wien
- 2011: Der Eisenhans
- 2012: Der Rekordbeobachter
- 2012: Die lange Welle hinterm Kiel
- 2012: Die Schöne und das Biest
- 2013: Die Auslöschung
- 2013: Die Landärztin – Entscheidung des Herzens (Fernsehfilm)
- 2014: Das kalte Herz
- 2015: Am Ende des Sommers
- 2015: Landkrimi – Der Tote am Teich
- 2016: Die Stille danach
- 2016: Die Kinder der Villa Emma
- 2018: Landkrimi – Der Tote im See
- 2018: Der Trafikant
- 2019: Tatort: Baum fällt
- 2019: Südpol
- 2021: Alle für Uma (Tutti per Uma)
- 2022: Landkrimi – Zu neuen Ufern (Fernsehfilm)
- 2022: Letzte Bootsfahrt (Fernsehreihe)
- 2023: Letzter Saibling (Fernsehreihe)
- 2024: Lost in Fuseta – Spur der Schatten
- 2024: Trost und Rath – Tanz mit dem Teufel (Fernsehreihe)